# Войны в доспехах
«Войны в доспехах» — сюжетная арка из семи выпусков серии «Железный человек», написанная Дэвидом Мишелини и Бобом Лейтоном, проиллюстрированная Марком Д. Брайтом и Барри Виндзор-Смитом и опубликованная Marvel Comics. Сюжетная арка впервые появляется в выпусках №225–232.

## История публикаций
«Войны в доспехах» — популярное название сюжетной линии и бренд, однако в реальности комиксная арка называлась «Войны Старка». Появление названия «Войны в доспехах» связано с рекламой серии в других комиксах Marvel: «Мстителю пришло время мстить. „Войны в доспехах“ начнутся в „Железном человеке“ №225». Сюжетная арка разворачивалась с декабря 1987 года (№225) по июнь 1988 года (№231), хотя большая часть предыстории сосредоточена в выпусках №219–224. Железный человек сталкивается с Супершпионом, который крадет технологию Старка. Также Железный человек противостоит Силе, что закладывает основу сюжета «Войн в доспехах» в следующих выпусках.
Эпилог к сюжетной линии появился в комиксе «Железный человек. Часть 1» №232 (июль 1988 года), написанном совместно Дэвидом Мишелини и Барри Виндзор-Смитом с иллюстрациями Виндзор-Смита.
«Войны в доспехах II» были включены в серию «Железный человек. Часть 1» с №258 (июль 1990 года) по №266 (март 1991 года).

## Сюжет

### Часть первая: Войны Старка
Проанализировав железные доспехи Силы, Тони Старк обнаруживает, что броня частично основана на его собственных разработках, украденных до создания новой брони Железного человека. Старк составляет список из нескольких потенциальных преступников: Жук, Шоквейв, Доктор Дум, Человек-на-ходулях, Красное Динамо, Контроллер, Маулер, Профессор Пауэр, Титановый человек, Рейдеры и другие. Железный человек объединяет усилия со Скоттом Лэнгом, чтобы выяснить, кто украл прототипы брони. Тони обнаруживает, что Супершпион продал разработки Старка его конкуренту Джастину Хаммеру. Железный человек преследует Человека-на-ходулях, который пытается проникнуть в высотное офисное здание. Старк отрубает злодею одну из ног и выводит его броню из строя. Некоторое время спустя Железный человек сражается с Контроллером, отправляет того в нокаут на глазах у толпы и лишает брони. Не имея законных возможностей для возвращения украденной технологии, Тони решает уничтожить каждого бронированного воина.

## Коллекционные издания
Сюжетная линия была выпущена в мягкой обложке в 1990 году. Тираж быстро закончился и серия не переиздавалась до 2007 года, когда Marvel выпустила издание с обновлённой обложкой, где были собраны выпуски «Железный человек. Часть 1» №225–№231, а также эпилог к истории, представленный в комиксе №232.
Пролог к «Войнам в доспехах» (№215–224) был выпущен в мягкой обложке в марте 2010 года. Сборник «Войны в доспехах II» («Железный человек. Часть 1» №258–№266) вышел в мае 2010 года.

## Другие версии

### «Железный человек и Войны в доспехах»
Мини-серия из 4 выпусков под названием «Железный человек и Войны в доспехах», представлявшая собой модернизированную концепцию «Войн в доспехах» для новой аудитории, вышла в августе 2009 года под авторством писателя Джо Караманьи и художника Крейга Руссо. Сборник в твёрдом переплете был выпущен в феврале 2010 года.

### «Секретные войны» (2015)
Новая мини-серия «Войн в доспехах» появляется в рамках сюжетной линии «Секретные войны» 2015 года. Измерение битв, связанное с этой мини-серией, теперь называется Технополис, его жители вынуждены носить доспехи Железного человека из-за постоянных болезней, а компания Тони Старка конкурирует с фирмой Арно Старка в производстве брони.

## Вне комиксов

### Кинематографическая вселенная Marvel
- Фильм первой фазы КВМ «Железный человек 2» (2010) заимствовал сюжетные элементы «Войн в доспехах», связанные с алкоголизмом Старка из эпилога и попытки правительства США забрать его технологии. Также в фильме появляется конкурент Старка Джастин Хаммер, стремящийся создать свою собственную технологию производства, основанную на броне Тони. «Железный человек 3» (2013) также заимствует элементы «Войн в доспехах». В частности, в триквеле Тони страдает от ночных кошмаров и посттравматического синдрома, а в финале ленты использует в сражении десятки своих железных костюмов.
- В декабре 2020 года президент Marvel Studios Кевин Файги объявил о создании сериала «Войны в доспехах» для стриминг-сервиса Disney+. Дон Чидл вернётся к роли Джеймса Роудса / Воителя из фильмов и сериалов КВМ[5]. По сюжету после смерти Тони Старка его верный друг Джеймс Роудс столкнётся с главным страхом самого Старка, когда его технологии попадут не в те руки[6]. Яссер Лестер[англ.] выступит главным сценаристом[7]. В сентябре 2022 года Marvel Studios решила переработать сериал в полнометражный фильм, при этом Чидл и Лестер остались в проекте. Ожидается, что съёмки будут проходить на студии Trilith Studios в Атланте, штат Джорджия[8].